# Víctor de la Fuente
Pedro Víctor de la Fuente Sánchez (Ardisana, Llanes, España, 12 de abril de 1927 - Le Mesnil-Saint-Denis, Isla de Francia, Francia, 2 de julio de 2010) fue un historietista español, residente en Francia, que cultivó sobre todo el western (Sunday, Amargo, Los Gringos o Tex) y la fantasía heroica (Haxtur, Mathai-Dor, Haggarth), ganando prestigiosos premios como el Yellow Kid en 1980. Hermano mayor de los también dibujantes Chiqui y Ramón de la Fuente.

## Biografía

### Infancia y juventud. Estadía en América
Comienza a trabajar en el estudio de Adolfo López Rubio en 1945, donde entabló contacto con otros autores como Celedonio Perellón, Vicente Roso o Luis Vigil, y publicó luego en revistas como Chicos, Flechas y Pelayos y Zas.
A mediados de los años 40 decide marcharse a Cuba y tras una escala en Argentina, termina en Chile, donde es contratado por la Editorial Zig Zag. En 1957 dirige la revista El Peneca y funda su propia agencia de publicidad.

### Regreso a España
En 1960 envía a sus hermanos Chiqui y Ramón, que a la sazón se encontraban en España, una historieta del oeste titulada "Póney Durango" para que la terminen y tanteen el mercado de este país. Gracias al interés de la agencia Selecciones Ilustradas de Josep Toutain, puede regresar a España en 1961, comenzando a trabajar para las editoriales británicas Fleetway y DC Thompson. 
En 1964 publica "La pequeña guerra de Hans", compuesta por 28 tiras, en los números 2 a 8 de "El Cuco". "Jo y Seraphin", de 1965, quedará inconclusa.
En 1968 colabora con la revista francesa Pilote, de Dargaud Editor, mediante la serie "Les diamants sanglants". Al año siguiente, inicia su primera serie importante: Sunday, otro western con guion de Víctor Mora, para Selecciones Ilustradas.

### Madurez: Trinca
Entre 1969 y 1971 publica en la revista Trinca la serie Haxtur. Ese mismo año, crea su única historieta para Warren Publishing, "I am Dead, Egypt, Dead", con guion de Douglas Moench, que será publicada en Eerie #35 y por la que recibiría el premio Warren a la mejor de 1972 (entregado en 1973).
También para el número 34 de Trinca (1972), crea Mathai-Dor, la cual quedará inconclusa por problemas de derechos de autor. Este mismo año marcha a París, pero comienza realizando la serie "Mortimer" para la compañía italiana E. P. En 1972 obtiene por Haxtur el premio en la Eurocon de Trieste y en 1973 gana el premio del Festival del Cómic de Génova. Para ese año, había fijado ya su residencia en Francia, dadas las dificultades que Haxtur le había acarreado con las autoridades.

### Estancia en Francia
En 1974, otro western, Amargo, para la editorial Hachette. 
Participa en 1976 en la realización de La Biblia en cómics e Historia de Francia para Larousse Editor. En 1977 colabora en Tintín, y en 1978 crea Haggarth, para A Suivre, de Francia.
Desde 1979, había venido realizando Los gringos, primero con guiones de Jean-Michel Charlier y a partir de 1992 de Guy Vidal. 
En 1980 logró el Premio Yellow Kid en Lucca. 
También había vuelto a trabajar con Víctor Mora en Los Ángeles de acero (1983-89).
Sus últimos esfuerzos los dedicó a la serie italiana Tex y a un álbum con Alejandro Jodorowsky titulado Aliot (1995) antes de empezar a sufrir una larga enfermedad.

## Estilo
Víctor de la Fuente solía introducir en sus historietas una mayoría de planos generales y medios, siendo escasos los primeros planos. Como él mismo explica:

considero que, aparte de tener menos fuerza narrativa que una escena, son tremendamente difíciles de dibujar para que queden con la suficiente intensidad plástica, como para que por sí solos cuenten algo con interés. Sólo uso los primeros planos para enfatizar o interrumpir una secuencia. Creo que favorece mi narrativa porque prefiero suplir los parlamentos con una imagen que relate por ella misma.

## Valoración crítica
Manel Domínguez Navarro lo considera el más joven de una generación de dibujantes madrileños, compuesta por Blanco, Huete, Laffond y Luis Vigil, que se caracterizan por su "su facilidad y gran dominio del dibujo de la figura humana masculina, la fauna y la ambientación de espacios abiertos", y comparten ciertas características con Luis Bermejo, Esteban Maroto y José Ortiz Moya.
La teórica Francisca Lladó, en su clasificación de dibujantes y guionistas del denominado boom del cómic adulto en España, lo adscribe a cierto grupo de dibujantes ilustradores, del que también formarían parte Fernando Fernández y Enric Sió, independientemente de que también se dedicaran luego a la ilustración o al diseño.

## Premios
Ganó en 1987 el Premio Haxtur al Autor al que Amamos en el Salón Internacional del Cómic del Principado de Asturias.
Ganó en 1989 el Premio Haxtur a la Mejor Historia Corta por La rosa de Abisinia de la serie Los Ángeles de acero en el Salón Internacional del Cómic del Principado de Asturias.